# (17397) 1981 EF48
1981 إي أف 48 (ويعرف أيضًا باسم (17397) 1981 إي أف 48 وفق تسمية الكوكب الصغير) (بالإنجليزية: 1981 EF48)‏ هو كويكب ضمن حزام الكويكبات؛ وترتيبه 17397 من حيث الاكتشاف.
اكتُشف هذا الجُرم الفلكي بواسطة شيلت جون بوبي في 6 مارس 1981.

## وصلات خارجية
- (17397) 1981 EF48 في قاعدة بيانات مختبر الدفع النفاث لأجرام النظام الشمسي الصغيرة

- الاكتشاف · مخطط المدار ·  العناصر المدارية · المعلمات المادية

- (17397) 1981 EF48 على موقع ويكي سكاي: DSS2, SDSS, GALEX, IRAS, Hydrogen α, X-Ray, Astrophoto, Sky Map, Articles and images